# 데이비드 할리데이
데이비드 할리데이 (David Halliday) (1916년 3월 3일 – 2010년 4월 2일)는 미국의 물리학자이다. 주로 그와 Robert Resnick가 쓴 대학 물리학 교재인, 《Physics》, 《Fundamental of Physics》의 저자로 알려져 있다. 두 교과서는 1960년 첫 출간 이후 계속 출시되고 있으며 47개 국 언어 (한국어 포함)로 번역되어 있다.
할리데이는 피츠버그 대학교에서 학부생, 대학원생을 이수했으며 1941년에 물리학 박사학위를 받았다. 제2차 세계 대전 중에 그는 MIT의 Radiation Lab(Rad-Lab, 래드랩)에서 근무하며 레이다기술을 발전시켰다. 1946년에 그는 피츠버그 대학교로 돌아와서 조교수로 재직하였으며 그의 직업의 대부분을 이곳에서 보냈다. 1950년에, 그는 《핵물리학》 이란 책을 썼는데, 이는 간단한 문장으로 쓰여져 있어서 4개 국어로 번역되었다. 1951년에 할리데이는 학과장을 맡게 되었고 이는 1962년까지 자리를 유지하였다.
그의 《물리학》 책은 광범위하게 사용되고 있으며 많은 사람들이 물리학 강의에 있어서 혁신을 일으켰다고 여긴다. 현재 Jearl Walker가 교재의 이름을 유지한 채 개정한 2권으로 나뉜 10판 교재가 출간되었는데, 여전히 높은 평가를 받고 있다. 최신판은 조금 더 깔끔하게 표준화 시킨 도표를 사용하고, 꼼꼼하지만 가독성이 좋고, 현대 물리학에 대한 전망, 도전, 발생하는 어떠한 문제를 생각하게 한다고 알려져 있다. 2002년에 미국 물리학회에서 20세기의 가장 뛰어난 입문자용 물리학 교재에 기여했다고 선정하였다.
할리데이는 2010년 4월 2일에 향년 94세의 나이로 사망하였다. 그는 워싱턴주의 Maple Falls에 거주하였다. 그가 가르친 박사 학위 학생 중에는 John Wheatley가 있다.

## 대한민국에서 출간
대한민국에서는 《일반물리학》이란 이름으로 발간되고 있으며, 한국어 번역으로 11판까지 출간되어 있다.